# فيرخيفتسيفي
فيركيفتسيفي (Верхівцеве) هي مدينة في مقاطعة دنيبروبيتروفسكا في أوكرانيا.
يبلغ عدد سكانها حوالي 9586 نسمة.